# Mosteiro de São Bento (São Paulo)
O Mosteiro de São Bento de São Paulo é um local histórico e religioso localizado no Largo de São Bento, no Centro Histórico da cidade de São Paulo, no Brasil. Fundado em 14 de julho de 1598, a atual igreja foi construída entre 1910 e 1914, a partir do projeto criado pelo arquiteto alemão Richard Berndl. O local possui em seu conjunto a Basílica Abacial Nossa Senhora da Assunção, o Colégio de São Bento e a Faculdade de São Bento.
Os monges que vivem no mosteiro dedicam suas vidas à tradição do "ora e trabalha" (em latim: ora et labora). No caso dos monges paulistanos, acrescentou-se a tradição "e leia" (em latim: et legere). Os religiosos acolhem os que vêm à procura de oração, orientação espiritual ou confissão. A Basílica Abacial de Nossa Senhora da Assunção (elevada a esta dignidade em 14 de junho de 1922) possui o coro para o ofício divino (Opus Dei) em rito monástico, celebrado diariamente pelos monges em determinados horários, e a missa, em rito romano, ambos com canto gregoriano.
Em maio de 2007, o mosteiro hospedou o papa Bento XVI em sua visita ao Brasil.

## História

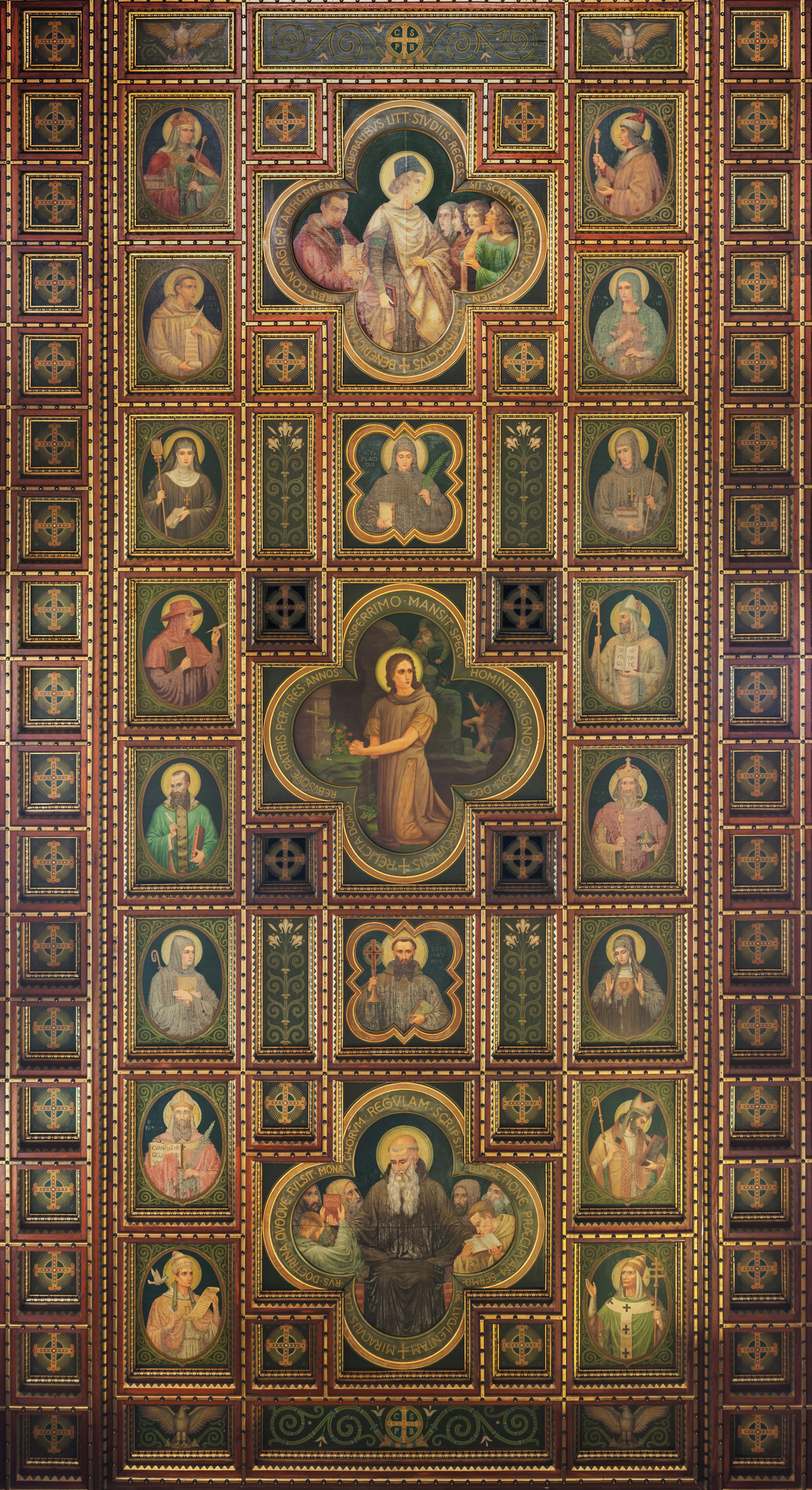
Mural no teto

A história dos beneditinos em São Paulo começa em 1598 (ano em que chegaram na cidade), quando frei Mauro Teixeira, religioso paulista de São Vicente, levantou uma modesta igreja dedicada a São Bento, com fundos de uma doação realizada pelo capitão-mor Jorge Correia. O terreno escolhido era um dos melhores da povoação, localizando-se no alto do morro, entre o rio Anhangabaú e o rio Tamanduateí, onde antes havia residido a casa do cacique Tibiriçá. A construção começou a ser levantada a partir de 1600, quando a Câmara Municipal validou oficialmente a carta de sesmaria, que concedia permissão do governo de Portugal para o uso de tais terras. Em seu teor, a carta específica: 
Por “constar ser como o dito padre diz e alega, por serviço de Deus Nosso Senhor e de seu servo, o bem aventurado São Bento”, “os quais chãos serão para o convento, mosteiro, ou casa do dito santo, fôrros livres e isentos de todo tributo e pensão, de hoje até o fim do mundo”.
Ao fim de 1634, as obras foram concluídas e pode ser constituída a Abadia. Inicialmente a pequena capela foi dedicada a São Bento, mais tarde, a pedido do Governador da Capitania de São Vicente, D. Francisco de Sousa, foi alterado o patrono para Nossa Senhora de Montserrat e, em 1720, a capela passou a chamar Nossa Senhora da Assunção, título que conserva até hoje. Contudo, o conjunto era inicialmente muito modesto, composto pela pequena e velha igreja e quatro celas.
Em 1641, o mosteiro foi palco importante do episódio histórico conhecido como Aclamação de Amador Bueno. Com o fim da União Ibérica, D. João IV, na época Duque de Bragança, foi coroado rei de Portugal. Em São Paulo, um grupo de colonos — em grande parte castelhanos — quis que a Capitania não reconhecesse o novo rei, e ofereceram o título de "Rei de São Paulo" a Amador Bueno. No entanto, este não quis aceitar a oferta, refugiando-se no Mosteiro de São Bento para se proteger da fúria popular. Finalmente, com a ajuda dos monges, os ânimos se acalmaram e D. João acabou sendo reconhecido pelos paulistas como o novo rei de Portugal.

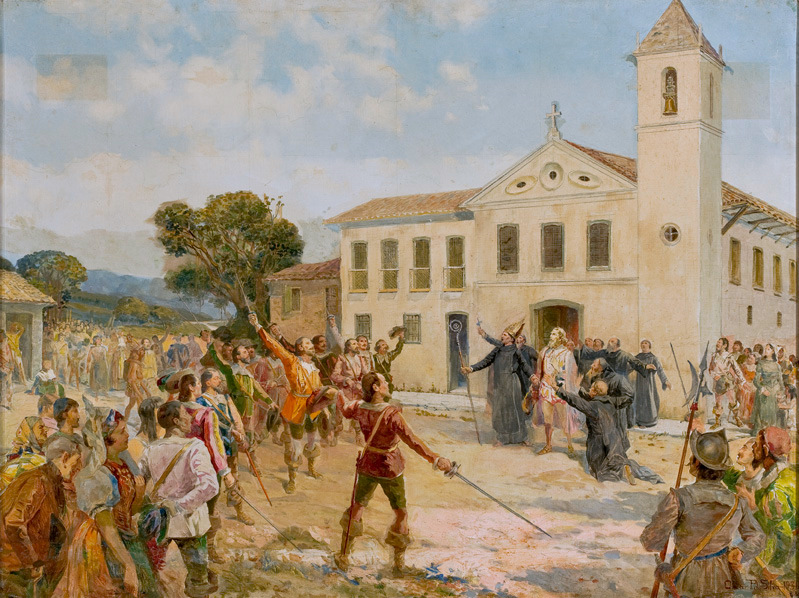
Amador Bueno não aceitando a coroa, foi perseguido pelos paulistas e se refugiou no Mosteiro de São Bento, em São Paulo. Óleo de Oscar Pereira da Silva

A partir de 1650, a estrutura passou por uma grande ampliação, graças ao bandeirante Fernão Dias Pais, conhecido como "caçador de esmeraldas". Em gratidão, os monges lhe concederam o privilégio de após a sua morte ser sepultado na capela-mor da igreja do mosteiro, assim como seus parentes e descendentes. Até hoje seus restos mortais repousam na nave central da igreja, em frente a capela mor. Datam dessa mesma época as imagens de barro de São Bento e Santa Escolástica, esculturas em barro ressequido, feitas por frei Agostinho de Jesus (c. 1600-1661) e conservadas até a atualidade expostas no altar-mor da igreja.
Na primeira metade do século XIX, uma lei do governo imperial determinou a extinção dos noviciados no Brasil, impedindo a entrada de novos monges, fazendo com que a comunidade monástica fosse quase que extinta. A decadência inevitável causada por essa lei fez com que se cogitasse a transferência do mosteiro ao tesouro público. Essa situação só foi revertida pela ação do abade D. Miguel Kruse (1864-1929), religioso alemão que renovou o mosteiro. Em 1903, Kruse fundou o Colégio de São Bento, de ensino secundário, e em 1908 ainda criou a Faculdade de Filosofia, considerada a primeira do tipo no Brasil.
Também por iniciativa de D. Miguel Kruse foram demolidas a igreja e o mosteiro da época colonial para a construção de um edifício mais moderno e grandioso. A edificação atual, visando acompanhar o processo de urbanização da cidade, começou a ser erguida em 1910, seguindo o projeto do arquiteto Richard Berndl, ex-professor da Universidade de Munique, e com decoração assinada pelo beneditino dom Adalbert Gressnigt. O atual prédio é a quarta construção desde sua instalação na cidade de São Paulo.
Antigas propriedades do mosteiro
As terras que hoje compõem o atual bairro do Jardim São Bento, localizado no distrito de Casa Verde, na Zona Norte de São Paulo, faziam parte das extensas propriedades do mosteiro. Durante séculos, essas terras foram utilizadas para sustentar a comunidade beneditina, através de atividades como agricultura e pecuária, fundamentais para o autossustento dos monges.
Com o passar do tempo e o crescimento urbano de São Paulo, o mosteiro começou a vender parte de suas terras. Esse processo foi comum entre muitas ordens religiosas que, ao longo dos séculos XIX e XX, cederam terras para o desenvolvimento de bairros residenciais e comerciais. Foi nesse contexto que surgiu o Jardim São Bento, um bairro que carrega no nome uma homenagem ao mosteiro devido à herança histórica de seu antigo proprietário. Em 1948 passou por um processo de transição de propriedade para a empresa Camargo Correa S/A. Este evento marcou o início de uma série de mudanças na utilização do espaço na região, através do loteamento da área circundante ao Sítio Morrinhos (Chácara de São Bento), um conjunto arquitetônico construído durante o século XVIII que é constituído pela casa principal e algumas construções anexas.
Este gesto serviu para preservar a memória do local, ao mesmo tempo em que se adaptava ao crescimento e às necessidades urbanas de São Paulo. Hoje a área constitui um bairro nobre residencial horizontal, marcado por ruas arborizadas, de traçado curvilíneo  e nomeadas como uma ode à Igreja Católica e à Ordem de São Bento, exemplos: Monte Cassino (Batalha de Monte Cassino/Abadia de Monte Cassino), Núrsia (Bento de Núrsia), São Mauro, Frei Machado, São Plácido, Santo Anselmo, São Bruno, São Plácido, Dom Miguel Cruze, Dom Domingo de Silos, Padre Angelo Siqueira, Tibães (Mosteiro de Tibães), dentre outros.

## Arquitetura, pintura e decoração

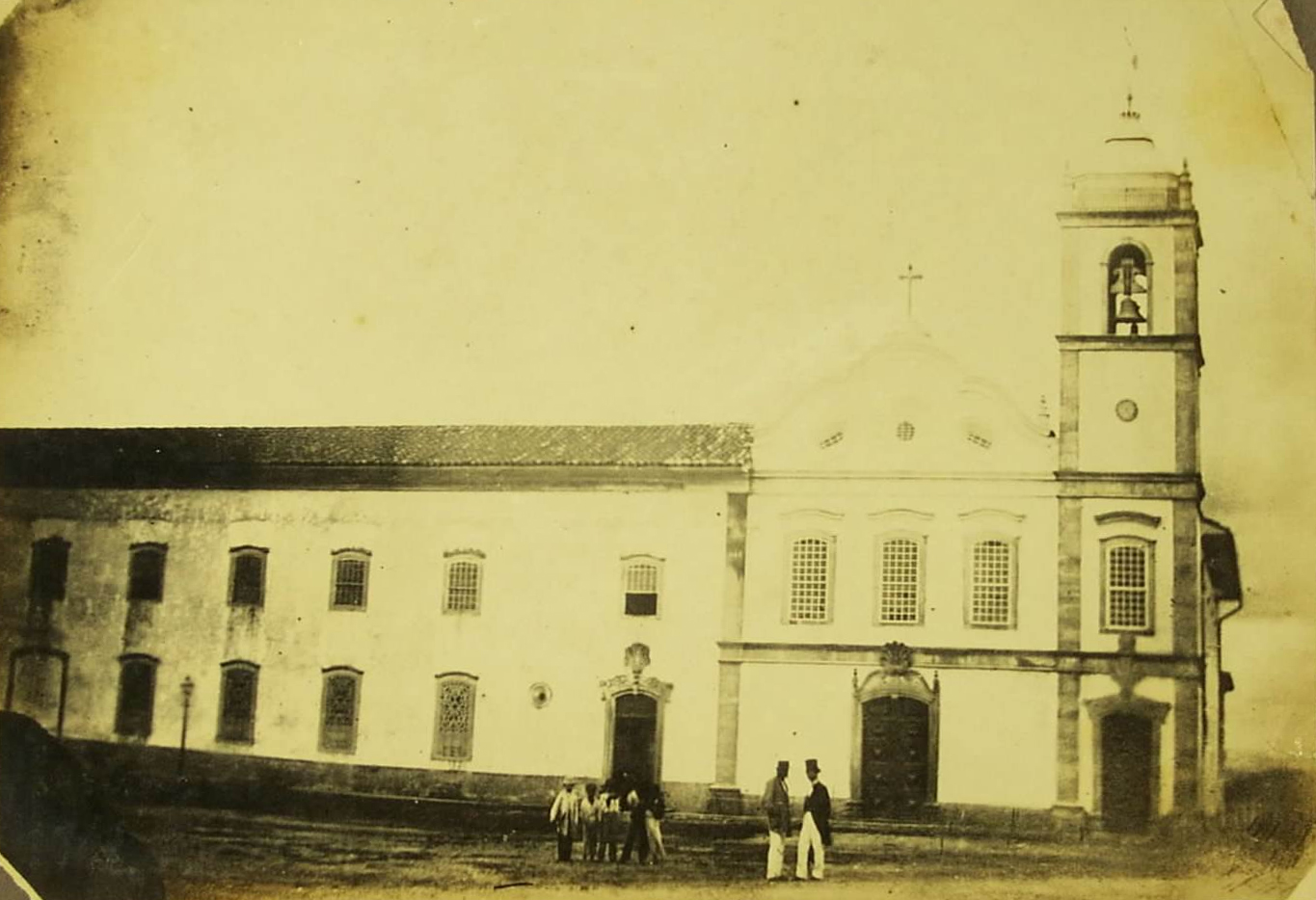
O mosteiro por volta de 1860 (fotografia de Militão de Azevedo)

O mosteiro tem sua arquitetura originada tipicamente do século XVII. As obras para a construção do atual Mosteiro de São Bento ocorreram entre 1910 e 1922, seguindo o projeto do arquiteto alemão Richard Berndl, natural de Munique. O estilo geral segue a tradição da arquitetura eclética germânica.
A maior parte da decoração interna, como os murais, foi planejada e executada pelo monge D. Adelbert Gresnigt (1877-1956), neerlandês que chegou ao Brasil em 1913 especialmente para essa responsabilidade. Adelbert veio originalmente da Abadia de Maredsous na Bélgica. Gresnigt era seguidor da Escola de Arte de Beuron, uma escola beneditina de arte que influenciou artistas como Gustav Klimt. A Escola Beuronense ou Escola de Arte de Beuron seguia a teoria estética para arte religiosa desenvolvida pelo arquiteto e escultor Desiderius (Peter) Lenz, egresso da Escola de Arte Munique. A fundação desta Escola de Arte dentro dos muros do Mosteiro de Beuron, na Alemanha, foi realizada por Lenz (seu teórico), o pintor Gabriel Wüger (1825-1890) e o Abade Mauro Wolter (1825-1890). A Teoria Estética desenvolvida por Lenz procurava dentro da arte antiga (egípcios, gregos, sumérios e babilônios) um fazer artístico que permitisse um contato entre o fiel e Deus. Ele acreditava que os povos antigos tinham este conhecimento e o empregavam nos seus templos e que este saber havia se perdido. Seu cânone seguia um princípio matemático na sua produção. Alguns medalhões das paredes das naves laterais foram pintados por Thomaz Scheuchl, pintor alemão.
Destacam-se ainda as esculturas dos 12 apóstolos da nave realizadas entre 1919 e 1922 pelo escultor e pintor belga Adrien Henri Vital van Emelen (1868-1943), do Liceu de Artes e Ofícios. O conjunto escultório é de 1921 e está localizado numa trave sobre a capela-mor, da autoria de Anton Lang (1875–1938). Por fim, o altar-mor em si é feito de mármore da região do Lago Maggiore na Itália. Em 1922 foram instalados os sinos e o relógio.

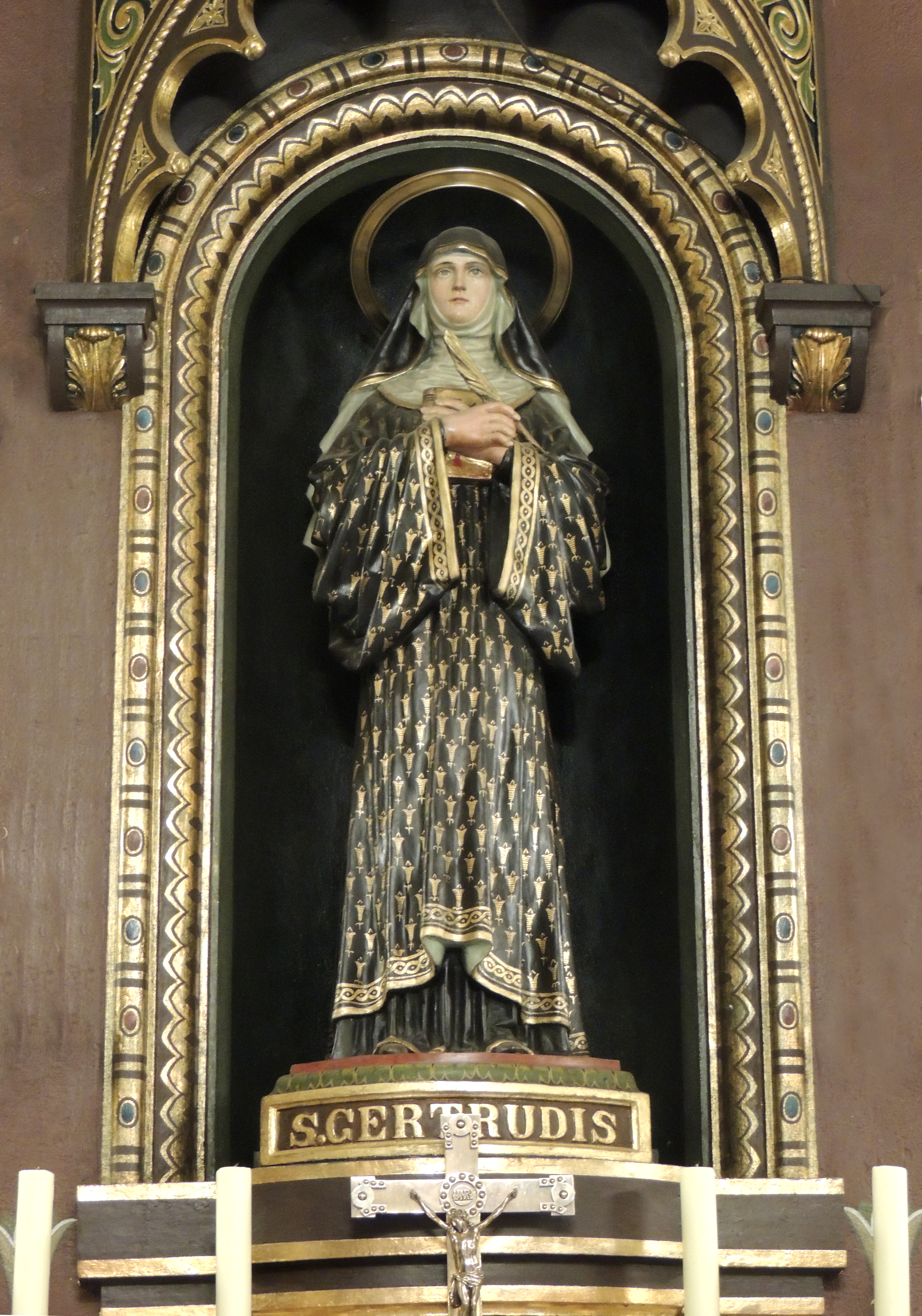
Santa Gertrudes, de Adrien Henri Vital van Emelen
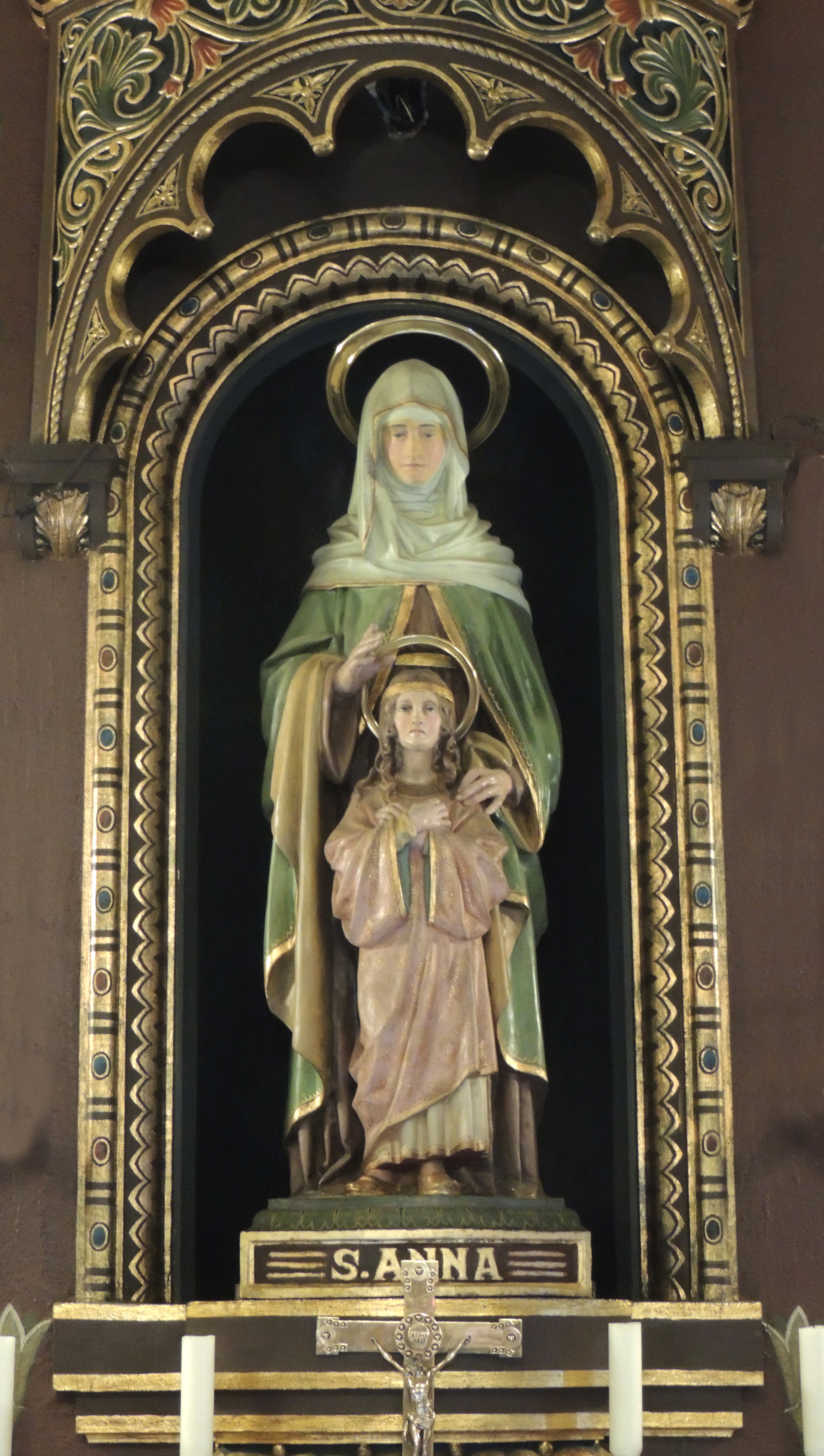
Santa Ana, de Van Emelen
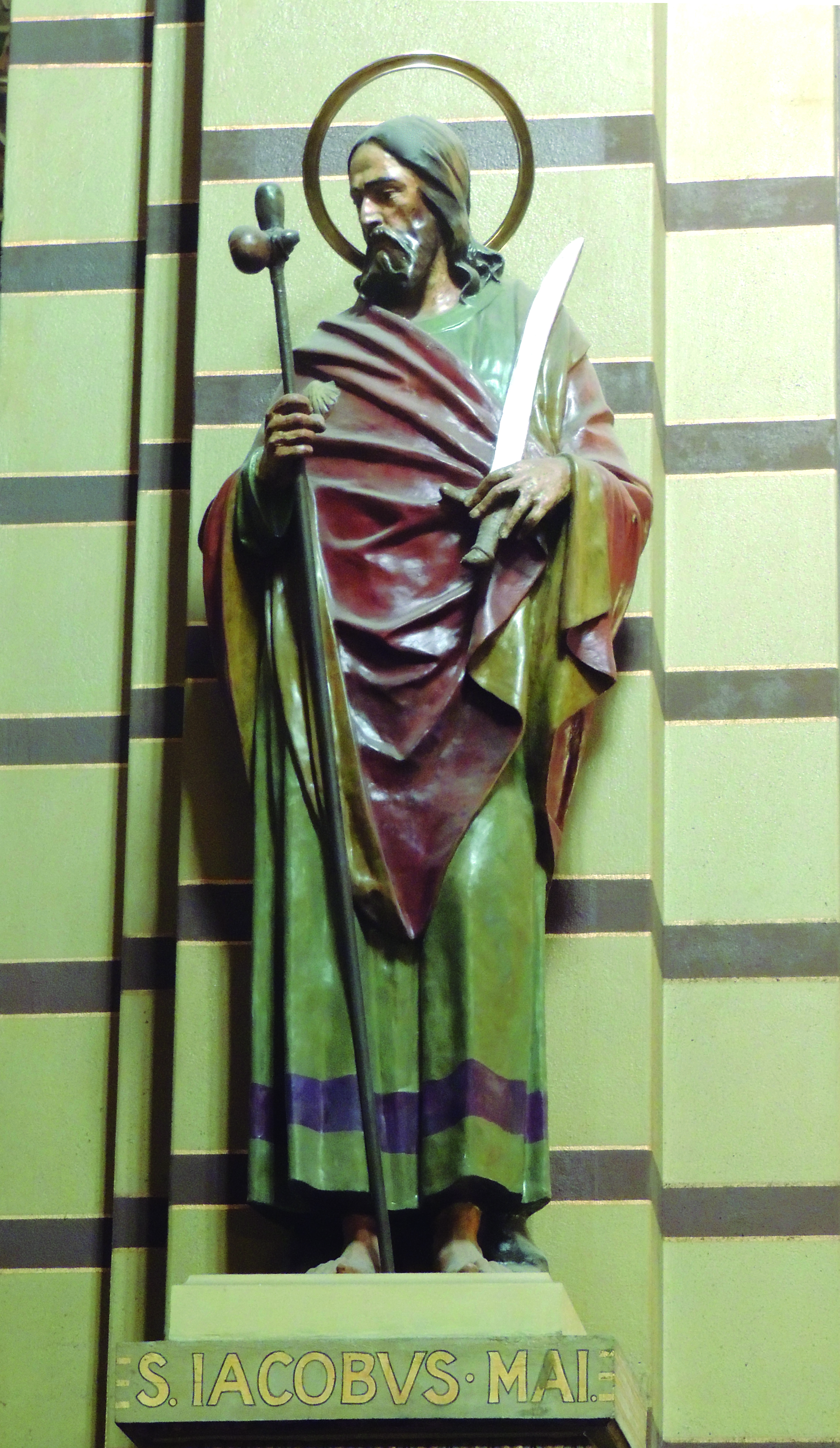
Santiago Maior, de Van Emelen
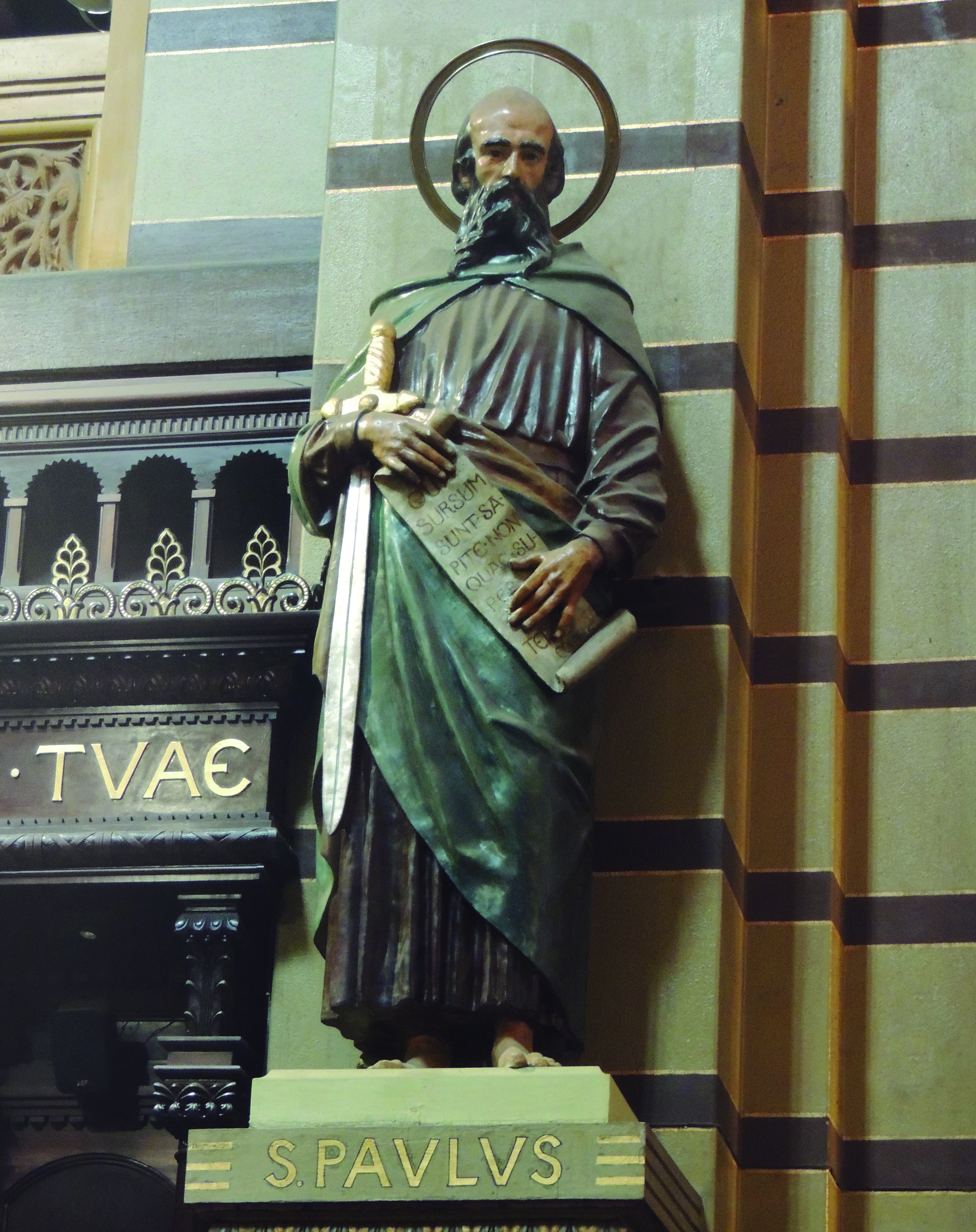
Paulo de Tarso, de Van Emelen
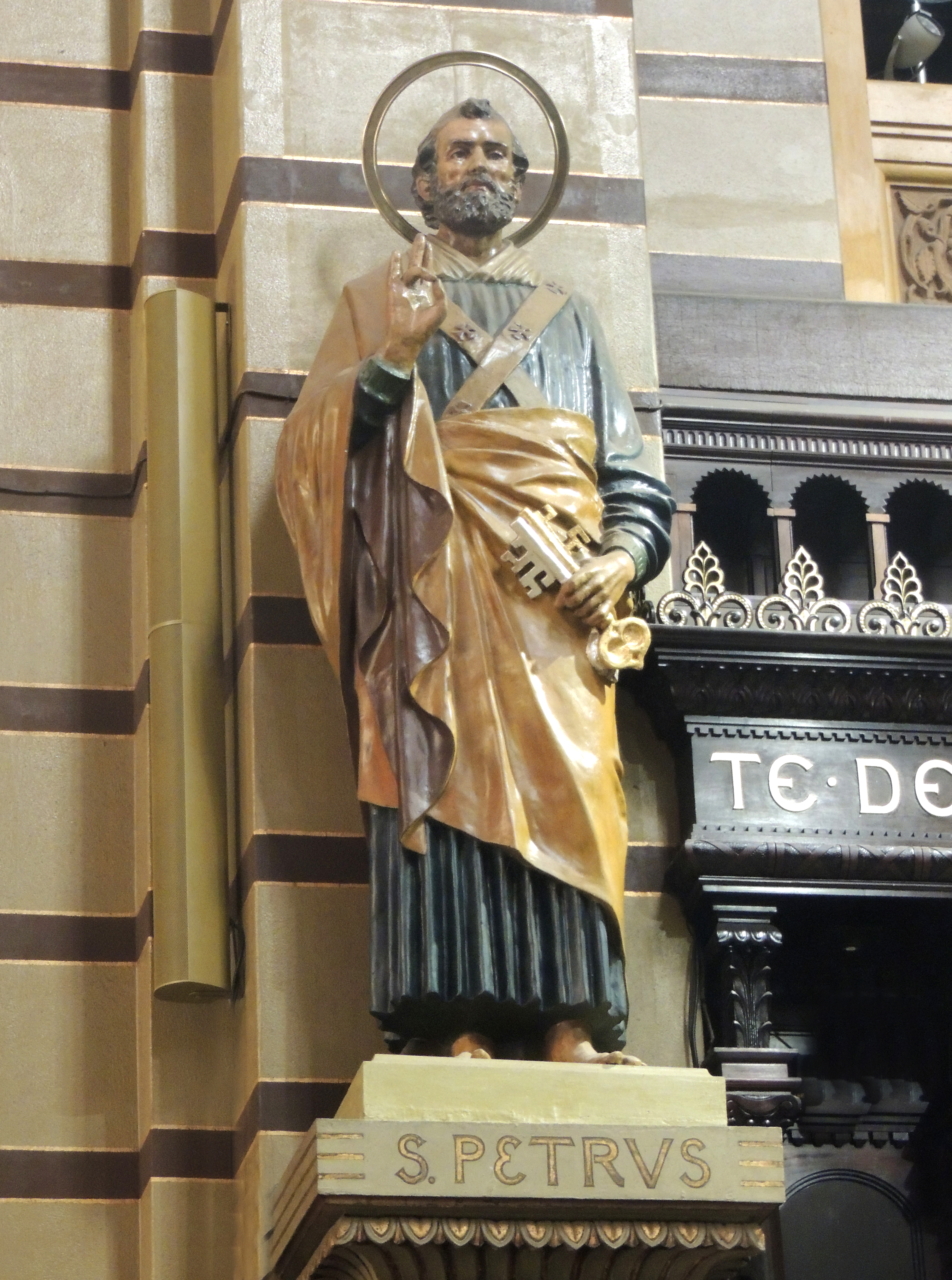
São Pedro, de Van Emelen

### Relógio e órgão

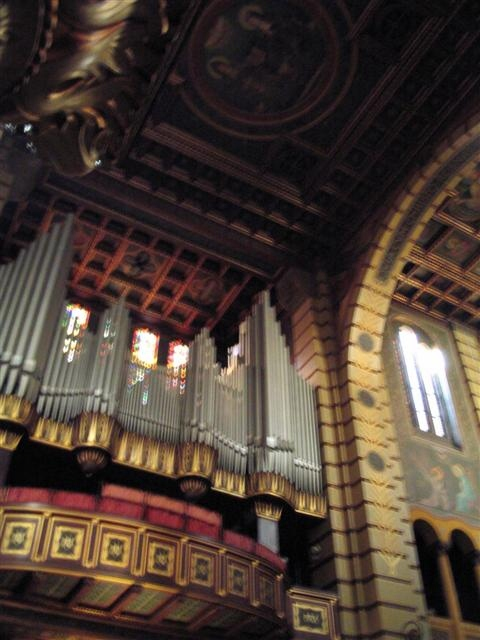
Órgão da Igreja

O relógio do Mosteiro de São Bento, é de fabricação alemã, e foi instalado em 1921. Era considerado o relógio mais preciso de São Paulo, até o aparecimento dos relógios a cristal de quartzo. O seu maquinário, conta também com um carrilhão com seis sinos afinados que tocam nas horas cheias e nas frações.
O órgão da igreja data de 1954 e é também alemão. Foi produzido pela Fábrica Walcker e possui mais de 6 000 tubos.

### Papa Bento XVI
Em 2006, o mosteiro passou por melhorias para receber e hospedar o papa Bento XVI, em sua visita ao Brasil em maio de 2007.

## Conservação e restauro
O mosteiro segue um plano de conservação preventiva, restauro e manutenção permanente. Desde 2012, o conjunto arquitetônico (Basílica Abacial, Colégio e Mosteiro) e os bens móveis (acervo) vem sendo cuidado pelo conservador/restaurador especialista em arte sacra e bacharel em museologia João Rossi.

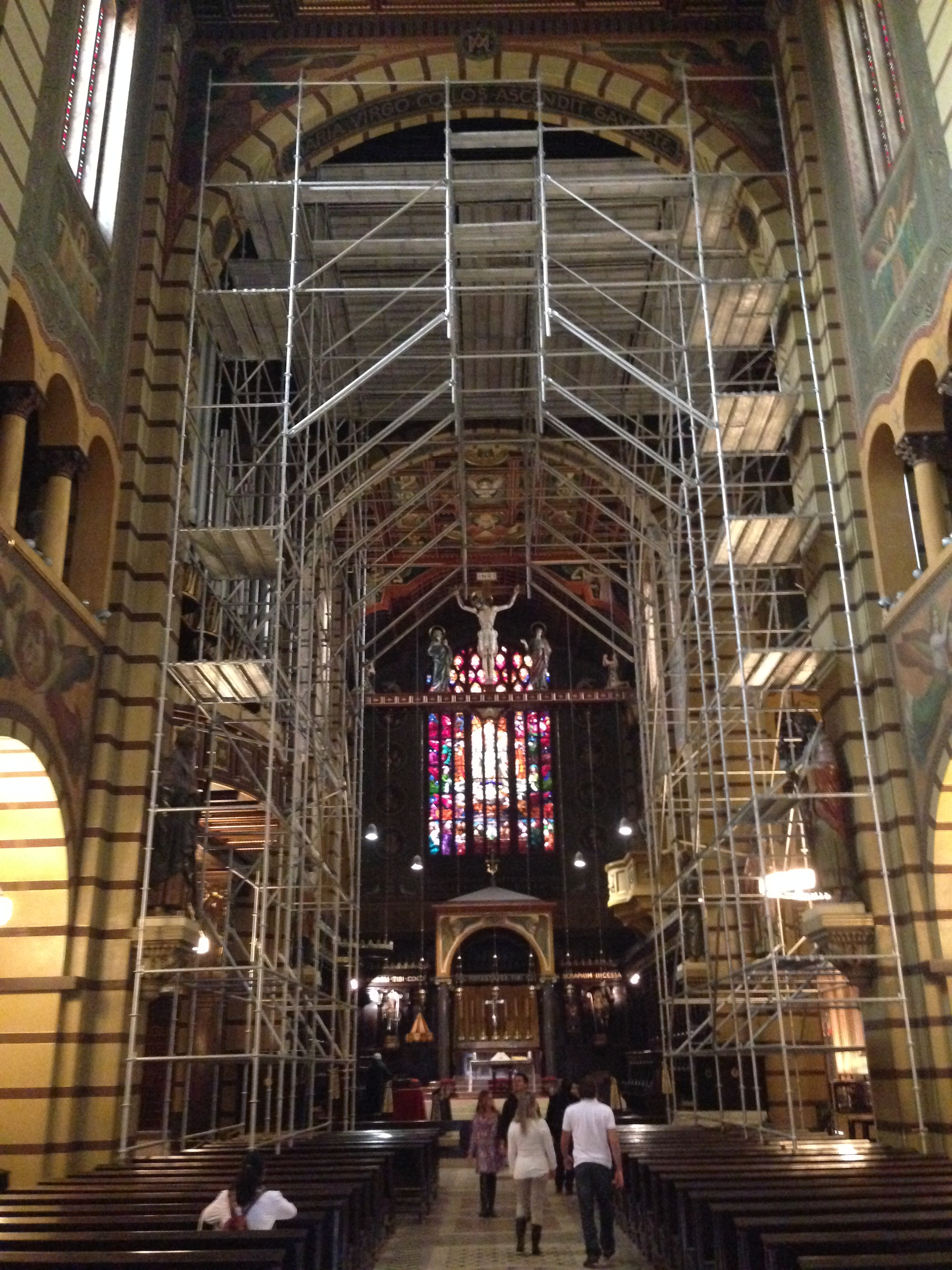
Andaimes durante os trabalhos de restauração do transepto

Do conjunto restaurado destacamos as pinturas murais, consideradas joias da arte beuronense; outras obras estão expostas na Igreja Abacial, os metais, quais foram fundidos na Europa e enviados ao Brasil têm o mesmo estilo artístico. Outras obras que estiveram nas antigas edificações, como o Santo Cristo de 1777 de autoria do paulista José Pereira Mutas. No conjunto pode-se apreciar as grandes esculturas de São Bento e Santa Escolástica, ambas em barro ressequido, dourado e policromado, de autoria do beneditino Frei Agostinho de Jesus O.S.B. datadas de 1650. Ambas restauradas, expondo assim o esplendor de sua originalidade. O maior trabalho de conservação e restauro dos mais de 100 anos da edificação vem sendo executado, com esmero e pinceladas milimétricas resgatando a originalidade e a beleza da arte sacra.
Há mais de 10 anos o trabalho para preservar o conjunto e seu acervo vem sendo rigorosamente desenvolvido.
No conjunto existem grandes esculturas de São Bento e da Santa Escolástica, ambas em barro ressequido, dourado e policromado, de autoria do beneditino Frei Agostinho de Jesus. datadas de 1650. Ambas restauradas. No final de 2014 o trabalho de restauração estava em sua fase final.

## Colégio de São Bento e Faculdade

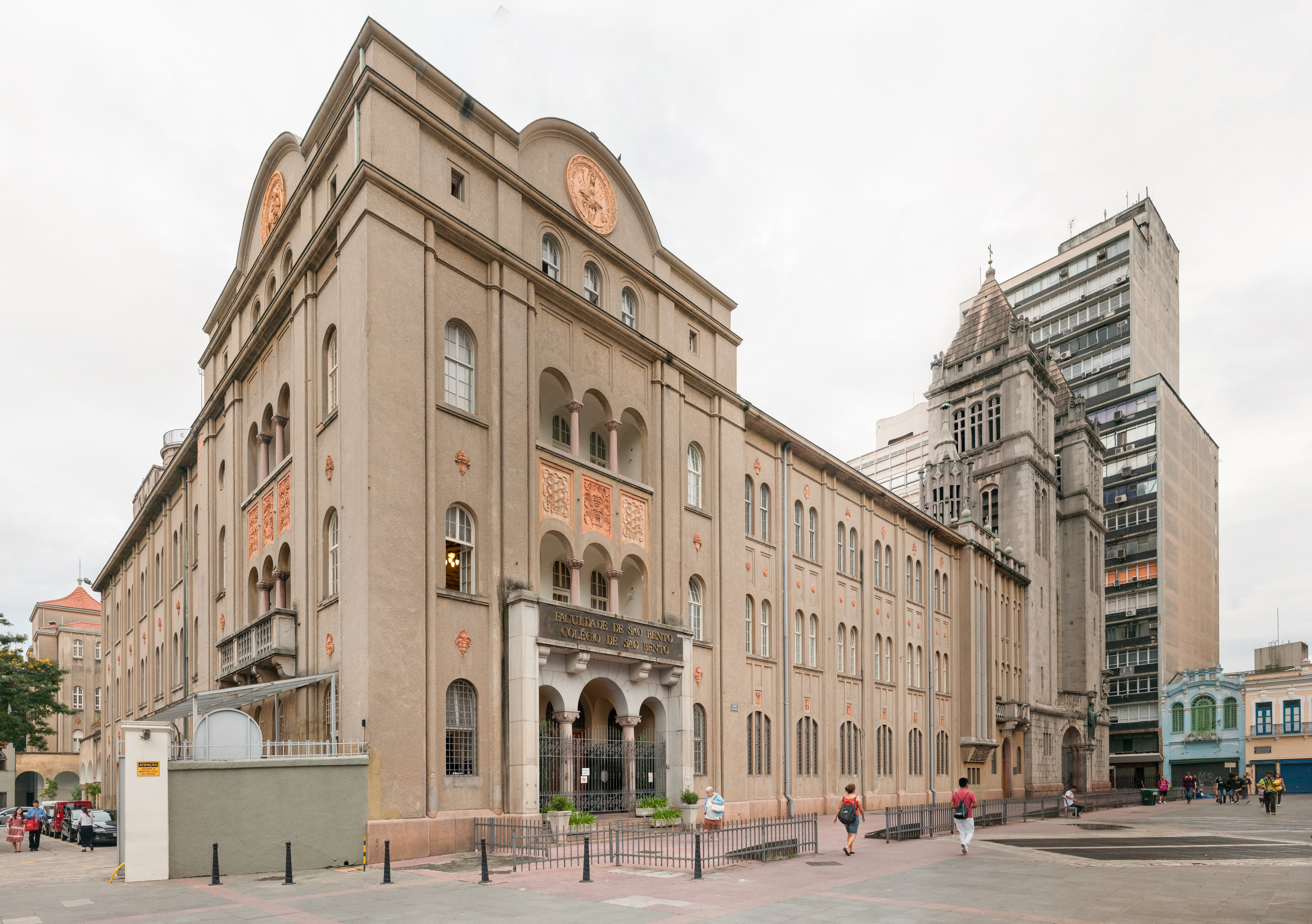
A basílica abacial, o mosteiro ao centro e o colégio à esquerda

Em julho de 1900, se iniciou um novo período na história do mosteiro, quando se deu início as obras do colégio (então chamado de ginásio), que ficou pronto em 1903, contando, entre seus professores fundadores, com Afonso d'Escragnolle Taunay.
Foi nessa mesma época, que também se iniciou o projeto de uma nova abadia e um novo mosteiro. Em 1910, teve início a construção, segundo projeto do arquiteto Richard Berndl, da cidade de Munique, na Alemanha. Quatro anos mais tarde, em 1914, estava completo o conjunto tal como é conhecido hoje, abrigando a Basílica de Nossa Senhora da Assunção, o Mosteiro e o Colégio de São Bento. O Colégio de São Bento é uma das principais escolas para chineses fora da China, tanto que parte dos alunos são de origem chinesa.
Em 1908, foi fundada a Faculdade de Filosofia, que seria a primeira do Brasil e embrião da  Pontifícia Universidade Católica de São Paulo, criada em 1946.
A Faculdade de São Bento ainda hoje retém sua tradição educacional oferecendo curso de licenciatura em filosofia, além de cursos línguas clássicas, como grego e latim.

## Padaria e loja do mosteiro

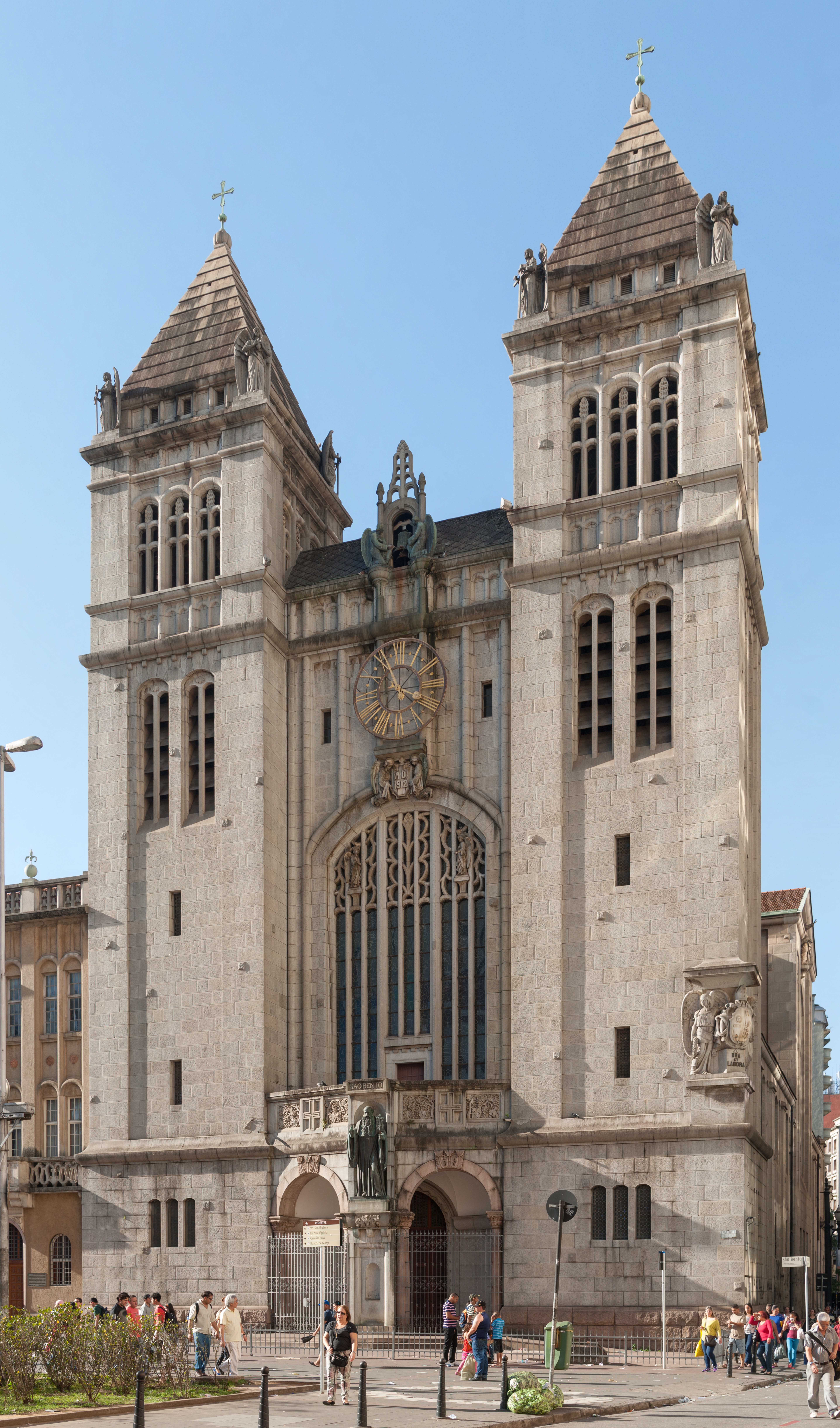
Fachada da Basílica Abacial

Além da catedral, da faculdade e do colégio, o mosteiro conta também com uma padaria em suas habitações, onde são fabricados, pelos próprios monges, pães, bolos, biscoitos, geleias, chocolates e cervejas artesanais.
Em 1998, os monges beneditinos de São Paulo comemoraram 400 anos e abriram uma padaria dentro do Mosteiro de São Bento. A padaria vende produtos artesanais, como pães, bolos e biscoitos, feitos a partir de receitas centenárias adaptadas por dom Bernardo Schuler, que destaca que a padaria foi criada por "necessidade financeira", mas também como resgate de uma tradição monástica de autossuficiência.
Os produtos, como o Bolo dos Monges e os pães, são considerados caros devido à qualidade dos ingredientes, muitos importados. Além de pães, a padaria também oferece cervejas artesanais produzidas em parceria com uma cervejaria do interior, seguindo receitas próprias.
Além da loja anexa ao Mosteiro, há também um café avulso localizado no bairro dos Jardins, na Zona Oeste de São Paulo.
Na lojinha pode se encontrar livros, imagens sagradas, medalhas de São Bento, e CDs de canto gregoriano gravados pelos monges, como o Cantus Selecti que é uma compilação de orações em latim cantadas em gregoriano.

## Biblioteca
O mosteiro abriga ainda uma biblioteca com mais de 100 000 títulos, alguns bem raros. Especula-se que seja a mais antiga da cidade de São Paulo, tendo início com os primeiros monges que chegaram em 1598.
O acervo contém 581 títulos publicados antes do século XIX, entre eles seis raros incunábulos. O mais antigo é um Novo Testamento datado de 1496. Possui ainda, uma curiosa coleção de manuscritos minúsculos, com menos de um centímetro de lombada, que contém uma passagem bíblica ou uma oração, além de edições raras de livros que foram proibidos pela Igreja Católica.
A aquisição dos livros pela biblioteca do Mosteiro se deu tanto pela compra, como também como herança dos livros de uso pessoal dos próprios monges, que são incorporados ao acervo após o falecimento do monge. Pressupõe-se que, no século XVIII, a biblioteca do Mosteiro também era um cartório e arquivo.
O acesso ao acervo é restrito aos monges e alunos, mas pesquisadores e estudiosos podem solicitar uma permissão especial.